# Batalla de Valdejunquera
La batalla de Valdejunquera, o Campaña de Muez, fue un combate librado el 26 de julio del año 920 entre el ejército del califa cordobés Abderramán III y el formado por las fuerzas conjuntas de los reyes Ordoño II de León y Sancho Garcés I de Pamplona, que tuvo lugar cerca de la fortaleza de Muez, en el valle de Junquera, situado entre los actuales Muez, Viguria e Irujo, a unos 25 km al suroeste de Pamplona. 

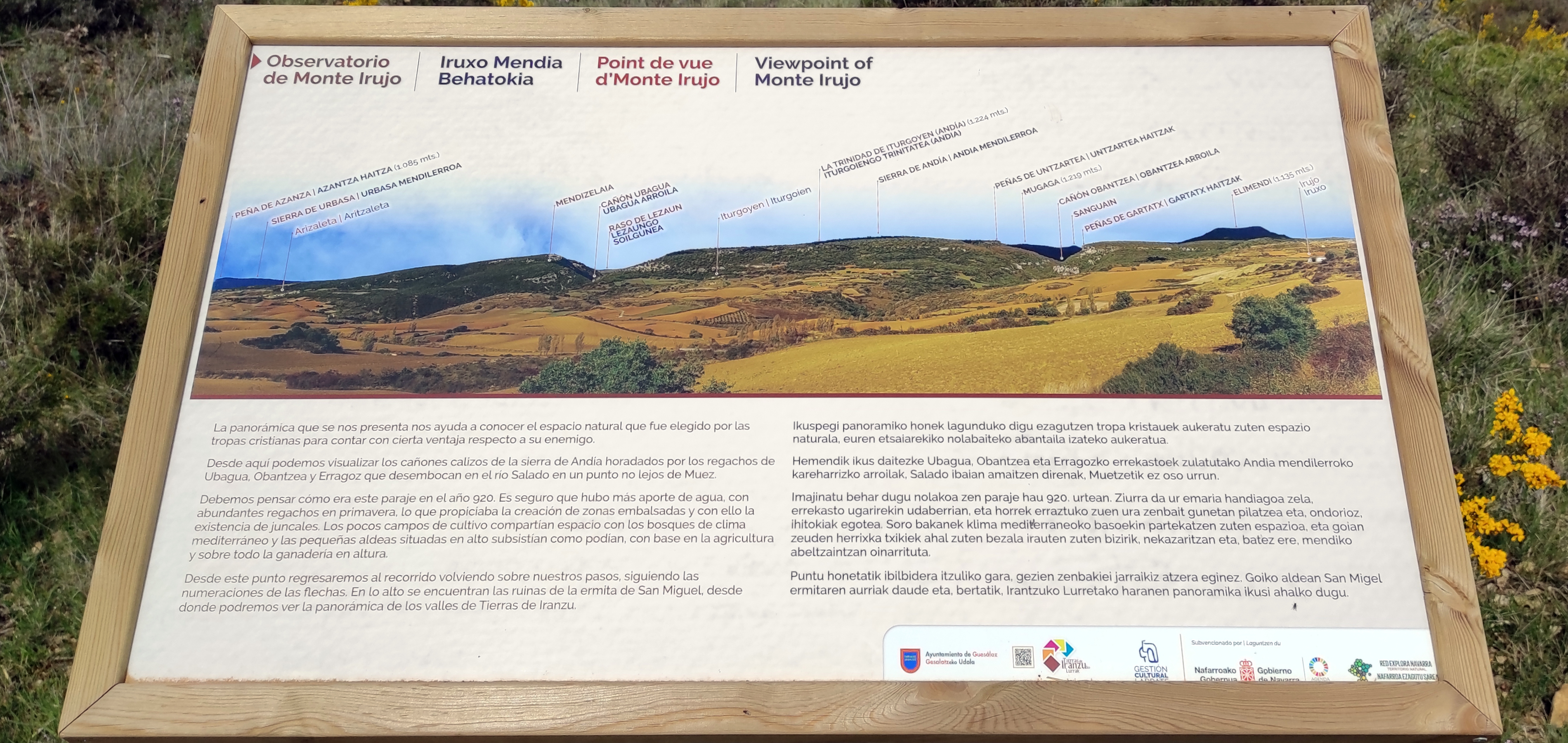

## Antecedentes
Como afirma el historiador Ángel Martín Duque, «durante el primer cuarto del siglo X coagula definitivamente en el Pirineo occidental hispano la formación política que en rigor debemos llamar reino de Pamplona.» En los albores de este siglo X se conoce un cambio de dinastía que, según afirma el historiador José María Lacarra, «había de ser decisivo en la historia de la monarquía pamplonesa: si hubo un reino pirenaico –primero titulado de Pamplona, luego de Navarra– se debe al esfuerzo sobrehumano del primer monarca de la dinastía Jimena.» En esta línea el historiador Luis Javier Fortún afirma que antes de Sancho Garcés I los territorios de Pamplona no constituían un «verdadero reino» hasta que este monarca configuró el espacio de dominio del reino añadiendo territorios de las actuales Rioja y Aragón.
En el reino de León Ordoño II, desde que comenzó su reinado, «había dado muestras de gran agresividad, llevando a cabo audaces expediciones a Évora y Mérida, donde hizo gran número de cautivos.» Pero la respuesta andalusí realizada por Abderramán III, ocupado en la pacificación del al-Ándalus, se vio reflejada en sendas campañas consecutivas, una por tierras leonesas (916) y otra, escasamente exitosa, a San Esteban de Gormaz (917).
Ante tan poderoso enemigo común, Ordoño II y Sancho Garcés I «estrechan su alianza para afianzar su dominio sobre la Rioja.» El resultado fue una campaña contra Nájera, «acampando durante tres días bajo sus muros, sin poder ocuparla (comienzos de junio de 918).» Después marcharon sobre Tudela conquistando de camino Calahorra y Arnedo, «así como Viguera, cuyas defensas fueron reforzadas por Sancho.» Dejando atrás el Queiles y el Ebro, Sancho cae sobre Valtierra donde «derrotó a las gentes del arrabal e incendió su mezquita, si bien no pudo entrar en el castillo. La expedición había sido un paseo militar.»
A pesar de la victoria musulmana durante la campaña de Mitonia, había quedado en la corte de Abderramán una sensación de que Sancho «se había paseado impunemente por la Rioja desde Nájera hasta Tudela en el año 918, y desde 914 poseía Arnedo e incluso había llegado a apoderarse de la ciudad de Calahorra.» Era necesaria una reparación que se tuvo que posponer dos años ya que en 919 Ordoño preparaba «una expedición contra los cordobeses, lo que motivó que al-Nasir enviara al caíd Ishq-ibn-Muhammad al-Quras para hacerle desistir del intento.»
El propio Abderramán «tomó la decisión de ir a combatir por primera vez en persona al "tirano de Galicia", como era llamado Ordoño II, y a este fin, se allegaron abundantes medios humanos y materiales, se comunicó la decisión a los gobernadores para que enardecieran a los musulmanes ante la guerra santa que se preparaba, y se arengó a los cordobeses en su mezquita principal durante la oración de los viernes para luchar contra los infieles.»

## Campaña musulmana de Muez

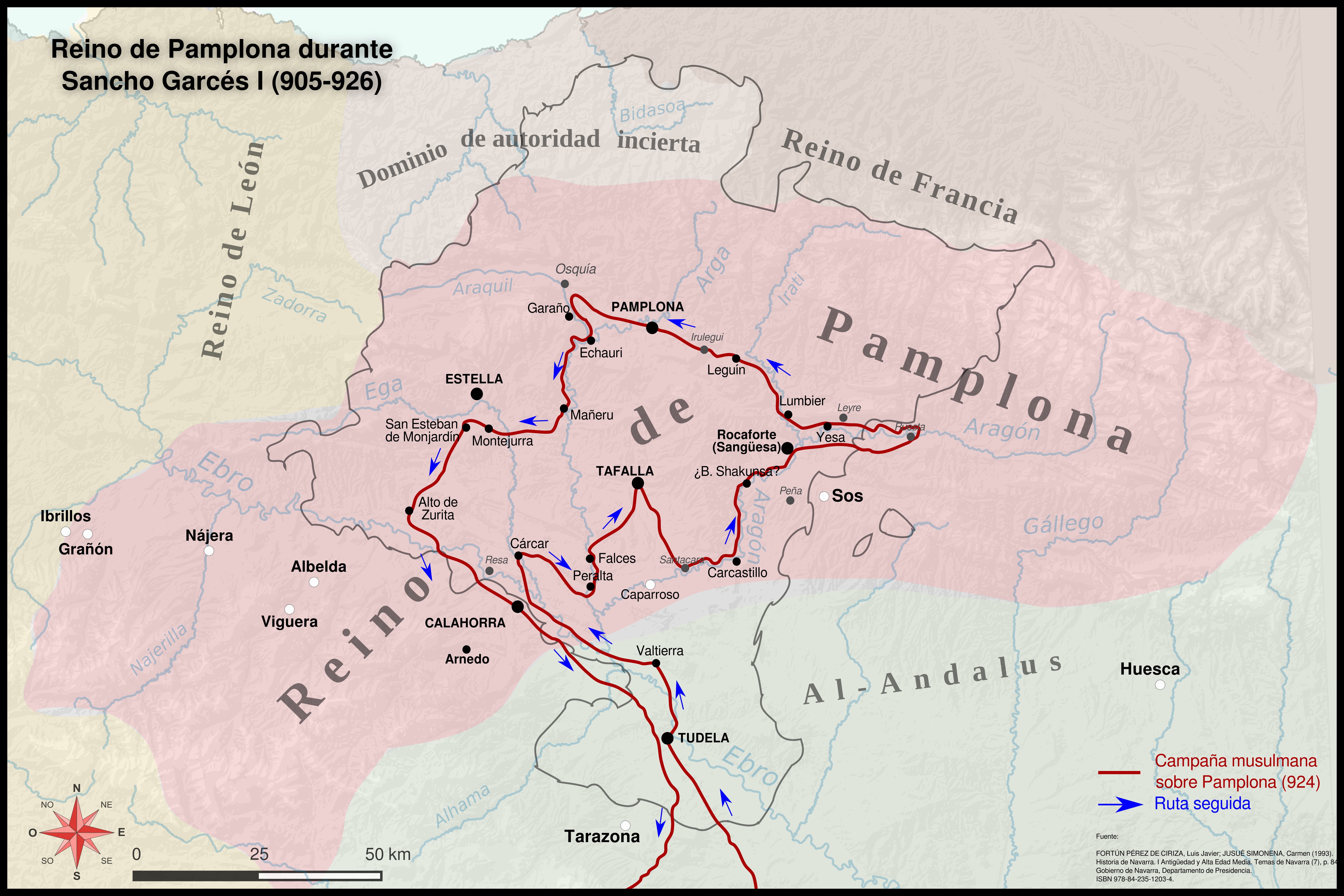
Reino de Pamplona a la muerte de Sancho Garcés I.

Abderramán salió de Córdoba el 4 de julio para dirigir una campaña de castigo por la derrota musulmana por parte de la coalición pamplonesa-leonesa en la batalla de Castromoros, y tras tomar la plaza de Calahorra, se dirigió hacia la capital del reino pamplonés. El rey de Pamplona aguardaba dentro de Arnedo, pero viendo que las tropas musulmanas, después de tomar Calahorra, se dirigían hacia su capital, se apresuró a ir al norte y unir sus tropas con las del rey de León, que acudía en su ayuda. Los andalusíes siguieron a Viguera, donde derrotaron a las primeras fuerzas conjuntas que les opusieron Ordoño y Sancho, llegando por fin a Muez, en el valle de Junquera, lugar situado a unos 25 km al suroeste de Pamplona. 

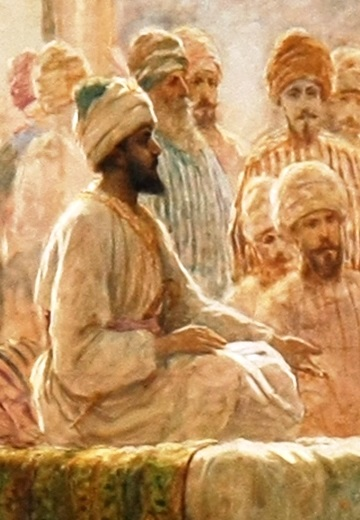
Abd al Rahman III
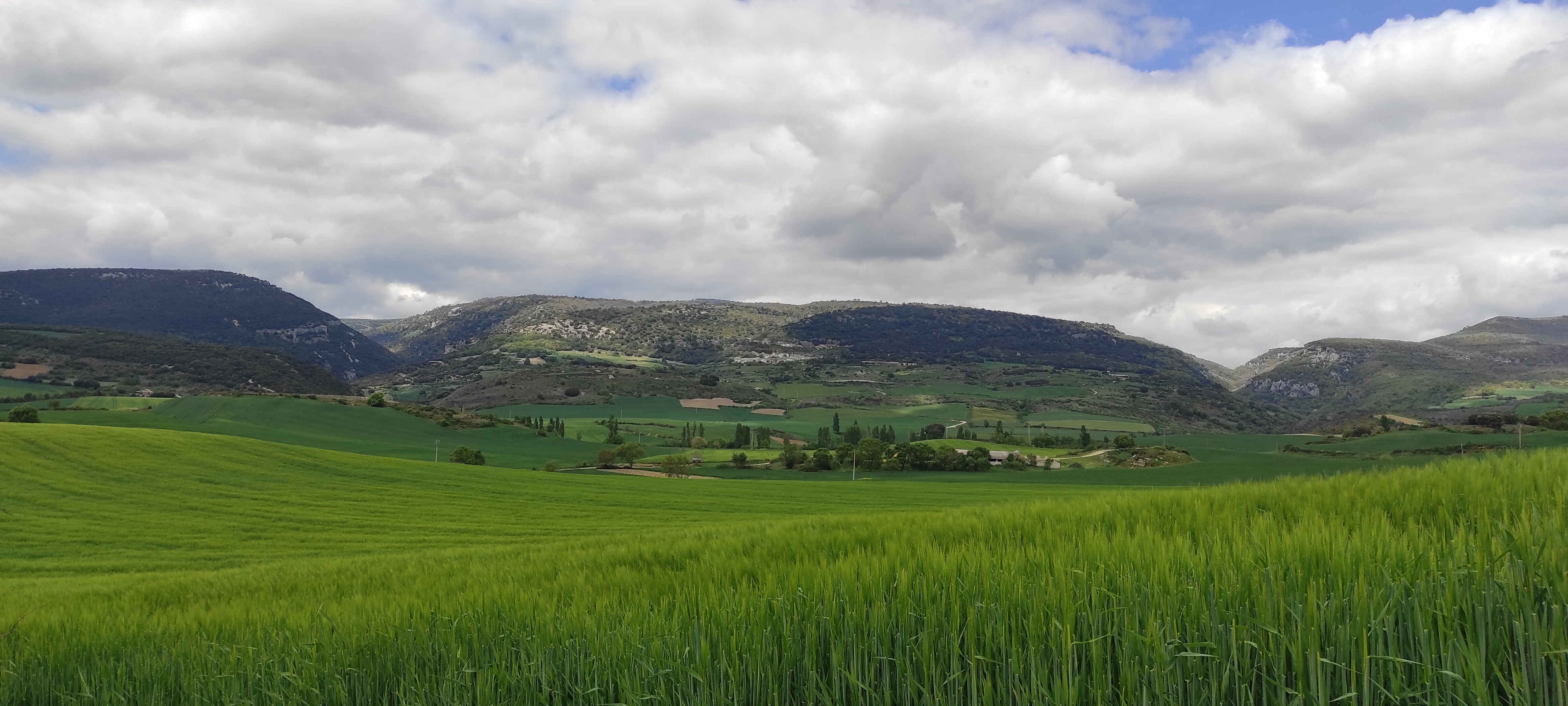
Vista desde Muez del supuesto escenario sobre el que se libró la batalla de Valdejunquera
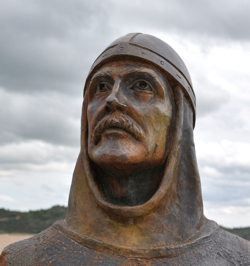
Sancho Garcés I de Pamplona
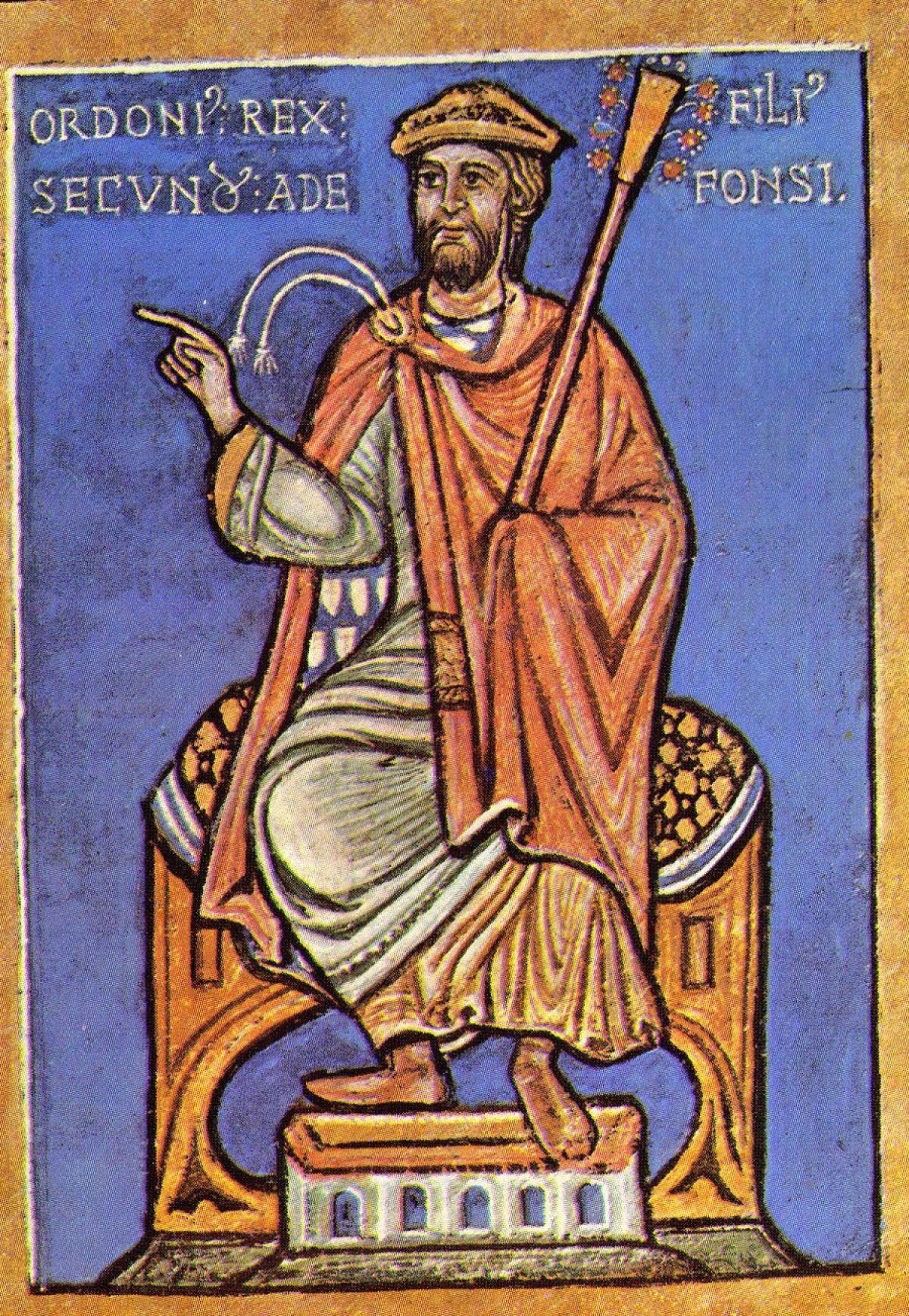
Ordoño II de León

## Desarrollo
En la subsiguiente batalla, el 26 de julio de 920, el emir cordobés derrotó nuevamente a las escasas huestes reunidas por leoneses y pamploneses, quedando cautivos los obispos de Tuy y Salamanca (respectivamente, Hermigio y Dulcidio). Los supervivientes se refugiaron en las fortalezas de Muez y Viguera, que fueron cruelmente asediadas por el emir cordobés. Tras tomar las plazas, todos los cautivos fueron degollados, y finalmente, arrasó los campos antes de volver a Córdoba.
De tal descalabro se culpó a los condes castellanos, Nuño Fernández, Abolmondar Albo y su hijo Diego, y Fernando Ansúrez, por no haber acudido al combate. Convocados por el monarca en el lugar de Tejar, a orillas del Carrión, los condes fueron apresados y encarcelados (aunque según la tradición fueran muertos). En cualquier caso, debieron ser liberados poco tiempo después, ya que la documentación los presenta actuando con normalidad.

## Consecuencias
Abderramán logró una incuestionable victoria el 26 de julio, procediendo seguidamente a devastar los territorios próximos hasta que el 26 de agosto dio la orden de regresar al emirato. Afirmaba el historiador Alberto Cañada Juste que la «campaña de Muez que culminó en la derrota cristiana de Valdejunqueras y que tan amargos lamentos suscitó entre los cronistas e historiadores del medievo y aun de siglos posteriores» captó toda la atención historiográfica respecto a la sucedida cuatro años después donde el califa cordobés volverá a realizar una incursión por el territorio reinal pamplonés durante el desarrollo de la conocida como campaña musulmana de Pamplona (924).

## Posibles lugares de la batalla
Algunos historiadores señalan el lugar de la batalla en las proximidades de Muez, no lejos del desfiladero del Congosto, en las campas de la Berrueza o en las cercanías de Los Arcos.